# Phala Thupten Woenden
Phala Thupten Woenden, aussi écrit  Thoubtèn Eudèn P’ala et Thubten Woyden Phala tibétain : ཐུབ་བསྟན་འོད་ལྡན་ཕ་ལྷ, Wylie : thub bstan 'od ldan pha lha (né en 1910 à Lhassa, mort le 27 mai 1985 à Winterthour) est un homme politique tibétain.

## Famille
Il était le fils aîné de Phuntsok Namgyal, le maire de Shöl qui a pris sa retraite en 1932. Depuis lors, il était à la tête de la famille Phala qui possédait des terres près de Gyantsé. Phala Dorje Wangdu est son frère.

## Carrière
En 1929, il est devenu moine et officiellement membre du gouvernement du Tibet. Il était responsable de la collecte des céréales pour l'armée tibétaine jusqu'à ce qu'il soit nommé en 1939 Tsen-Dron (5e rang).
En août 1942, il a été promu au Khen-Chhung (4e rang) et nommé commissaire pour le Tibet du Nord (Chang-chi). En avril 1947, il a été nommé maréchal (Dronyer Chhem-po).
Phala devint Chikyap Khènpo (grand chambellan ou Premier ministre religieux) en 1957 remplaçant Lobsang Samten après que ce dernier décida de rester en Inde.

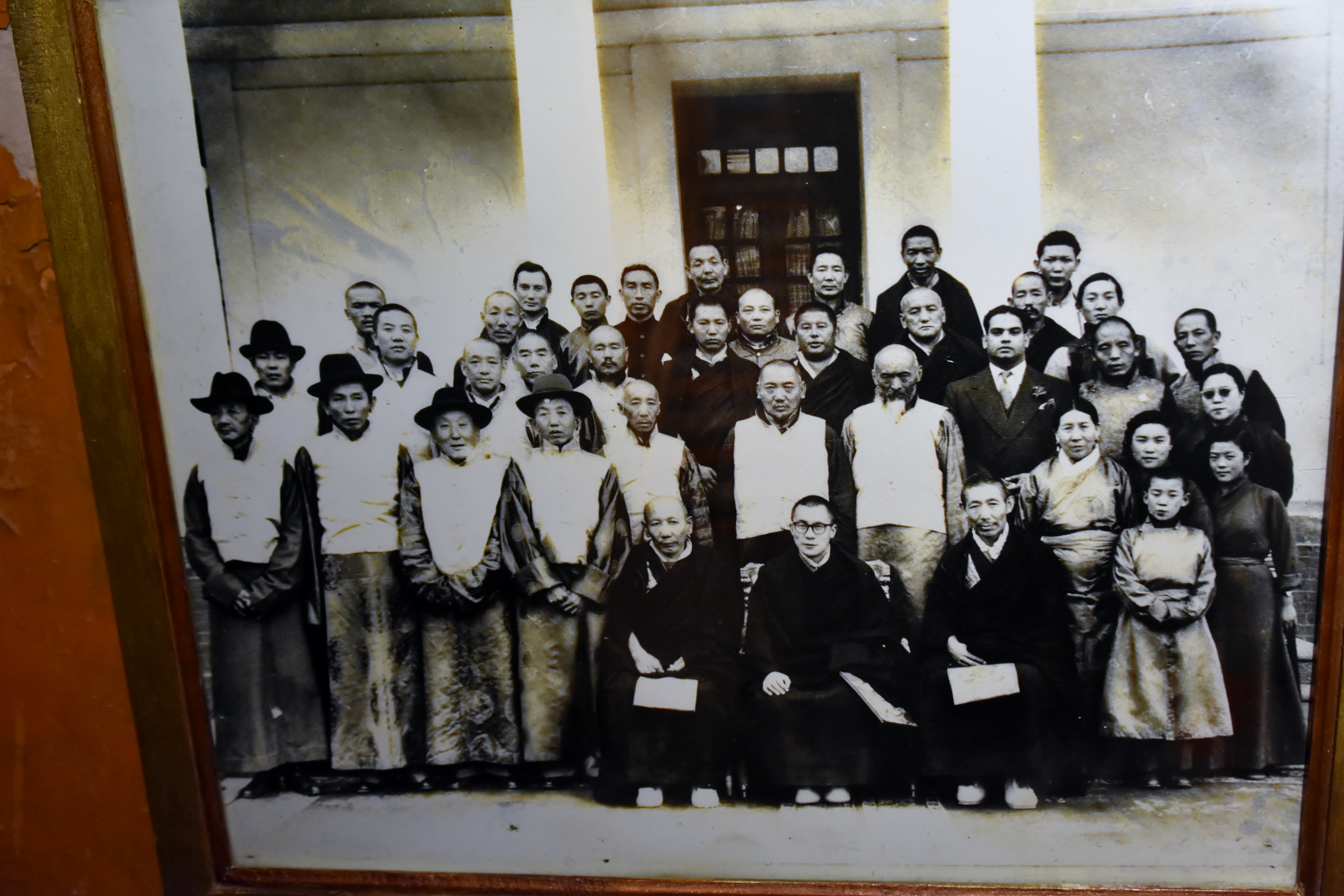
Le dalaï-lama, ses tuteurs, ses ministres, des membres de sa famille, au retour de la visite en Inde entre 1956 et 1957 à Gyantsé chez Phala (en arrière plan des ministres).

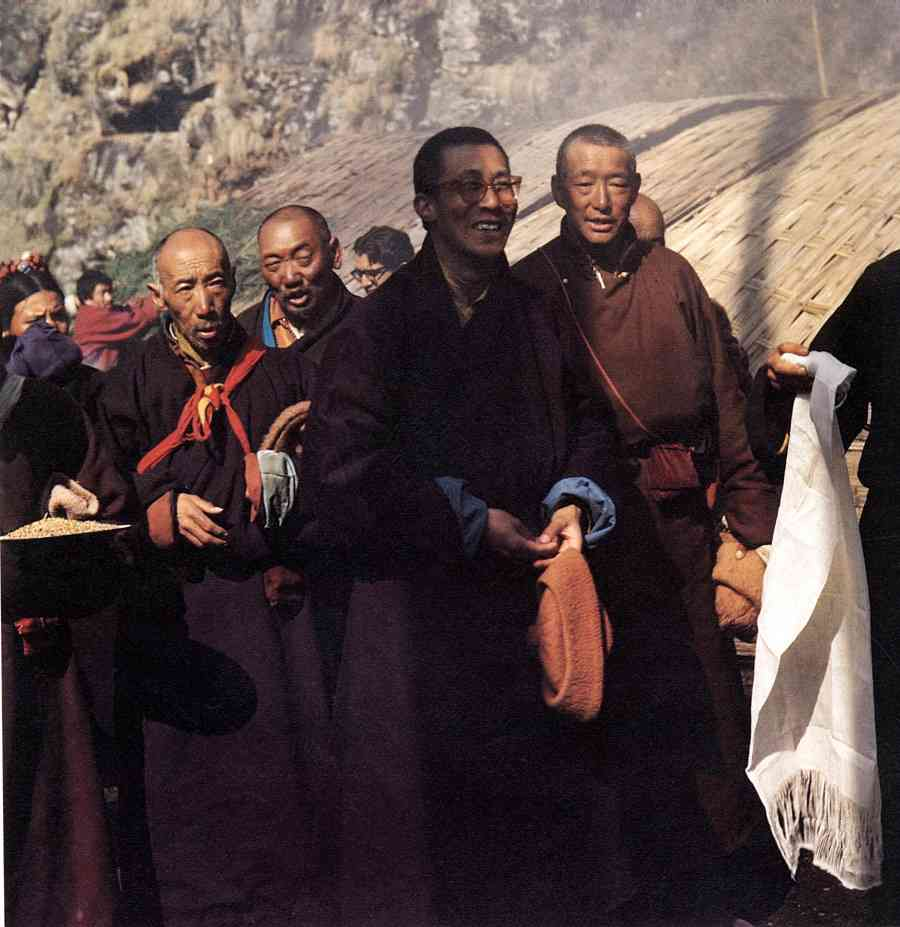
Le dalaï-lama arrive en Inde le 31 mars 1959 par le Kameng occidental entouré de Gadrang et Phala.

En janvier 1958, Gompo Tashi Andrugtsang organisa une rencontre entre Phala et 2 Khampas de la résistance tibétaine qui lui demandèrent l'aide du gouvernement tibétain. Il leur répondit que ce n'était pas possible pour plusieurs raisons. D'une part, concernant le Kashag, il souligna la division des ministres sur les actions à suivre et le risque de fuite aux autorités chinoises, d'autre part le 14e dalaï-lama était opposé à la résistance armée contre l'armée d'occupation. Pour lui, les atrocités chinoises au Kham et en Amdo risquaient de se produire dans l'ensemble du Tibet en cas de combat. Aussi, Phala ne donna pas suite à la demande des résistants tibétains.
En mars 1959, lors du soulèvement tibétain, il a accompagné le dalaï-lama en exil en Inde et n'est jamais revenu au Tibet. Il conduisit avec  M. Ghadrang et Phuntsok Tashi Takla la première phase de l'évasion, avant que les résistants du Chushi Gangdruk ne prennent le relais
Il a été ministre de l'Intérieur du gouvernement tibétain en exil du 1e Kashag (Cabinet ministériel) du 21 septembre 1960 au 1er août 1963,.
Entre 1964 et 1973, il est le premier représentant du Bureau du Tibet à Genève en Suisse.
Après avoir pris sa retraite du gouvernement tibétain, il est mort le 27 mai 1985 des suites d'une brève maladie dans un hôpital à Winterthour en Suisse. Il a trouvé sa dernière demeure au cimetière Rosenberg (de) à Winterthur,.